# トマス・フィッツアラン (第12代アランデル伯)
第12代（5代）アランデル伯・第10代サリー伯トマス・フィッツアラン（Thomas Fitzalan, 12th (5th) Earl of Arundel, 10th Earl of Surrey, 1381年10月13日 - 1415年10月13日）は、イングランド貴族。イングランド王リチャード2世廃位の立役者の一人であり、ヘンリー4世の治世における重要人物。

## 出自
トマスは第11代アランデル伯リチャード・フィッツアラン（第2次創設としては第4代）とその最初の妻エリザベス・ド・ブーンの唯一生き残った息子である。父リチャードは1397年、トマスが16歳の時に処刑され、領地と爵位は没収された。フィッツアランは、リチャード2世の異母兄である初代エクセター公ジョン・ホランドの後見下にあり、アランデル伯領の大部分も所有していた。ジョン・ホランドはトマスを虐待し、トマスは後年、ジョン・ホランドに報復することとなる。

## 逃亡、亡命、帰還、そして復権
トマスは最終的に後見人のジョン・ホランドのもとから逃れ、叔父でカンタベリー大司教を退位させられたトマス・アランデルの亡命先に亡命した。二人は最終的に、同じく亡命中の国王の従弟ヘンリー・ボリングブルックと合流した。
トマスは1399年7月にヘンリー4世がイングランドに帰国した際に同行し、リチャード2世の廃位とヘンリー4世の戴冠に至る一連の出来事にも従った。戴冠式において執事を務め、その後まもなく新国王ヘンリー4世はトマスに爵位と領地を返還した。これらには、アランデル伯とサリー伯という二つの重要な伯領、そしてウェールズ辺境領の広大な領地が含まれていた。

## エピファニー蜂起
1400年1月初旬、退位したリチャード2世に近しい貴族の一団が、エピファニー蜂起として知られる反乱を起こした。その中には、トマスの元後見人ジョン・ホランドも含まれていた。ジョン・ホランドはトマスの叔母であるヘレフォード伯爵夫人ジョーンの支持者たちに捕らえられ、トマスの命令で間もなく処刑された（拷問を受けたという説もある）。

## オワイン・グリンドゥールの反乱
その後の数年間、トマスはウェールズ辺境地域の出来事に忙しく、1400年からおそらく1412年まで続き、1405年までに初期の勢いを増したオワイン・グリンドゥールの反乱の対処に協力しなければならなかった。1403年のシュルーズベリーの戦いの後、トマスは辺境地域全域にわたるさらなる攻撃から辺境地域を守るよう任命され、その後、北ウェールズに隣接する北辺境地域のオワイン・グリンドゥールを倒すことに集中した。

## 北部の反乱
1405年、イングランド北部でヨーク大司教リチャード・ル・スクロープと第4代ノーフォーク伯トマス・ド・モウブレーが率いる反乱が起こった。トマスは二人に死刑を宣告した委員会の長であった。この反乱は、高位聖職者の処刑に反対した叔父のトマス・アランデル大司教とトマスとの不和につながったようである。

## ポルトガルとの同盟と結婚
ヘンリー4世の姉フィリッパ・オブ・ランカスターはポルトガル王ジョアン1世と結婚しており、イングランドとポルトガルの同盟をさらに強固にするため、トマスはジョアン1世の庶子ベアトリスと結婚した。結婚式は1405年11月26日にロンドンで行われ、ヘンリー4世も出席した。

## ウェールズの紛争とブルゴーニュとの同盟
その後数年間、トマスは再びウェールズとウェールズ辺境地における反乱の鎮圧に尽力した。政治的には、トマスは国王の異母弟であるボーフォート家と同盟を結び、1410年にエクセター公トマス・ボーフォートが宰相に任命されると、トマスも国王の主要顧問の一人となった。トマス・ボーフォートはブルゴーニュとの同盟を支持しており、トマスもフランスで敵対するアルマニャック派と戦うために派遣された軍のリーダーの一人であった。この時期に、トマスはガーター騎士とされた。
ヘンリー4世は1411年に重病に倒れましたが、ブルゴーニュ公ジャン無畏公との同盟を結ぶことを決意した。国王は艦隊をカレーへ向かわせる意向を表明し、大使たちにブルゴーニュ公がオルレアン公と戦うための軍事援助を申し出ているということを知らせた。しかし艦隊が出航予定の2日前、国王は考えを変え、1411年9月21日、議会は11月に開催されると布告した。その代わりに、トマスは私設艦隊と、ブルゴーニュ公が王太子から雇った傭兵部隊を率いて出航した。トマスは難しいジレンマに陥った。国王はアルマニャック同盟を望んでいたが、王太子はブルゴーニュとの交渉を望んでいた。ブルゴーニュへの援軍を継続しながら、ベリー公との交渉を進めるという二枚舌政策が始まった。しかし、老国王は11月の議会で気を取り直し、王太子の摂政会議は解散された。11月9日、トマスは1,000人の弓兵を率いてパリ近郊のサンクルーの戦いの橋の前でブルゴーニュ軍を支援し勝利した。トマスの部下の中にはブルゴーニュ公の護衛隊の一員として戦った者もいた。
1409年にヘンリー4世が調印したシャルトルの和議は破られた。ヴァロワ家寄りのアルマニャック派外交政策はブールジュ条約に盛り込まれた。しかし、5月20日に調印されるやいなや、ブルゴーニュ派の支持者たちはこれを違法と宣言した。ジャン無畏公は国王軍を召集し、7月15日、シャルル6世の名においてベリー公にブールジュの明け渡しを強要した。その翌日、フランス貴族はベリー公、オルレアン公、ブルボン公、ブルゴーニュ公の署名入りのヘンリー4世への約束書によって和議を更新した。
1412年8月10日、サン＝ヴァースト＝ル＝オーグに上陸したクラレンス公トマスは、アルマニャック派から屈辱的な身代金を要求され、再び和議を脅かした。国王は長男ヘンリーよりもその弟クラレンス公を寵愛したため、ボーフォート家は影響力を失い、トマスは領地へ隠居した。クラレンス公はガスコーニュへ向かい待機するよう指示されたが、翌春ヘンリー4世は崩御した。

## ヘンリー5世の偉大な親友・戦士として
トマスは1414年のクリスマスをヘンリー5世と共にウェストミンスターで過ごした。国王の親友の一人であったトマスは、ランカスター朝への忠誠という基本的な美徳を示すと同時に、個人的な親交という名誉も享受していた。一部の貴族はリチャード2世に忠誠を誓い、北部全域で反乱を企てた。ウェールズ国境地帯には、オワイン・グリンドゥールのもとに逃亡したチェスターの侍従長のような者もいた。
新国王ヘンリー5世はトマスを影響力のある地位に復帰させ、直ちに大蔵卿、ドーバー城の守護者、そして五大港の守護者に任命した。1415年3月19日、守護者は今後の艦隊作戦に備えて船員を召集し、配置につくよう命じられた。五大港からは40日間で57隻の船が集結する予定だった。20トン以上の船は出港を許されなかった。徴集された船舶はすべて5月8日までにサウサンプトンへ輸送されることになっていた。ウィンザー城の聖ジョージの日に、トマスは再びガーター騎士とされた。トマスはその夏の戦争準備にあたる25人の騎士のうち16人のうちの1人であった。翌4月24日、国王はトマスに、財務大臣としての年俸100ポンドというささやかな給与に加えて、さらに300ポンドの報酬を与えた。トマスの長弓兵の大群を配備する経験は、ヘンリー5世の戦略を成功させる上で不可欠だった。サンクルーの戦いでは、2,000人もの長弓兵が投入されたのである。
しかし、侵攻の日程は4月末の7月1日に延期された。6月15日、セント・ポール大聖堂で式典が行われた。トマスは凱旋できないとは考えもしなかったため、少なくとも6月24日までは留まった。その間、彼は既存の部隊を補強するための弓兵を増員するため、「ウェールズ各地」への遠征に派遣された。王室は彼に18ポンド12シリングの経費を支払ったが、財源が底をついていたため、トマスの部隊は給与全額を受け取ることができなかった。
1415年5月27日、アランデル伯トマスとトマス・ボーフォートはカレーとノルマンディーの軍隊への補給を任された。この計画には、国璽尚書がロンドンのイタリア商人から金銭をゆすり取るために考案した計画も含まれており、この計画により2000ポンド近くが集められた。8月8日、船でサウサンプトンを出発しようとしていたヘンリー5世は、アランデル伯トマスに代えてサー・ジョン・ローゼンヘイルを財務長官に任命した。トマスは出征中であった。トマスは遺言状を書き、妻ベアトリス、そして子供たちのために財産を信託人に譲渡し、国王の同意を得た。
ノブレス・オブリージュは、トマスの個人的な騎士道精神の一つであった。マーチ伯がサウサンプトン陰謀事件に巻き込まれたことが明らかになると、トマスとスクロープ卿は、アン・スタッフォードとの無効な結婚に対してヘンリー5世が課した1万マルクの罰金の大部分を負担した。トマスの抜け目のない商才は、騒然としたミカエル祭の評議会でマーチ伯と国王を救った。ノリッジのリチャード・カウンティネイ司教は亡くなり、クラレンス公は病に伏していたが、トマスは国王の「良き友人」であり続けた。サウサンプトン陰謀事件の首謀者たちはトマスを巻き込もうとしたが、証言が明らかになるにつれて、サー・トマス・グレイが悪意のある嘘をついていることが明らかになり、トマスは無罪放免となった。
トマスはヘンリー5世の1415年のフランス遠征における最初の指揮官の一人で、少なくとも100人の歩兵と300人の弓兵を率いて出航した。トマス自身の随行員のうち、歩兵2人と弓兵13人がアルフルール包囲戦で戦死した。少なくとも14人の歩兵と68人の弓兵が病気になり、聖ヴァーツラフの祝日（9月29日）に帰国させられた。アランデル伯トマスもその中におり、5人の歩兵がトマスを援護していた。評議会は国王にカレーへの進軍を中止するよう勧告したが、トマスは1415年10月10日にサセックスに戻らざるを得なかった。トマスは忠実な家臣の妻エリザベス・ライマンに看護された。10月10日に作成された遺言で、トマスはアランデルの聖三位一体教会に埋葬されることを希望した。また、葬儀費用として200マルクを残し、父の墓に像を建てることを要求した。トマスはヘンリー5世が王子であった時に仕えていた頃、ブリドリントンの聖ヨハネに祈ることを誓約しており、今やアランデルのメアリー・ゲートに聖母マリアに捧げられた礼拝堂が建てられることになっていた。トマスは、兵士たちに支払われるべき未払い賃金の全額を相続人に支払わせようとした。

## 継承
トマスには嫡子がいなかった。アランデル城と領地は従兄弟ジョンの子である第6代アランデル伯ジョン・フィッツアランに相続された。サリー伯位は廃止（あるいは消滅。この件については諸説ある）された。残りの財産は生存していた3人の姉妹で分割された。